# Brett Vroman
Brett Grant Vroman (Hollywood, 25 dicembre 1955) è un ex cestista statunitense, professionista nella NBA, in Italia e in Grecia.
È il padre di Jackson Vroman.

## Carriera
Venne selezionato dai Philadelphia 76ers al quarto giro del Draft NBA 1978 (87ª scelta assoluta).

## Palmarès
- Campione NCAA (1975)